# David Deutsch
David Elieser Deutsch (* 18. května 1953), je britský fyzik izraelského původu působící na Oxfordské univerzitě. Pracuje jako hostující profesor na Oddělení atomové a laserové fyziky v Centru pro kvantové výpočty (CQC) v Clarendon Laboratory na Oxfordské univerzitě. Je průkopníkem na poli kvantového počítání, formuloval popis pro kvantový Turingův stroj, stejně jako určil algoritmus navržený tak, aby pracoval na kvantových počítačích. Je zastáncem mnohasvětové interpretace kvantové mechaniky.

## Raný život a vzdělání
Deutsch se narodil v Haifě v Izraeli 18. května 1953 Oskarovi a Tikvě Deutschovým. Absolvoval William Ellis School v Londýně (pak dobrovolné pomocné gymnázium). Po dokončení středoškolského vzdělání se zapsal na univerzitu v Cambridgi, kde získal bakalářský a magisterský titul. Následně odešel na Oxfordskou univerzitu, kde získal doktorát z teoretické fyziky a napsal práci o kvantové teorii pole v zakřiveném časoprostoru.

## Kariéra
Královská společnost vydala v roce 2008 oznámení, že se Deutsch stal jejím členem. Společnost popsala Deutschovy příspěvky takto:
| „ | David Deutsch položil základy kvantové výpočetní teorie, a následně provedl nebo se účastnil mnoha z nejdůležitějších pokroků v oboru, včetně objevu prvních kvantových algoritmů, teorie kvantových logických hradel a kvantové výpočetní sítě, prvního kvantového korekčního schématu. Nastavil program pro mezinárodní výzkumné úsilí v tomto novém interdisciplinárním oboru, pokroku v pochopení jeho filosofických důsledků (prostřednictvím variant mnohasvětové interpretace), a to srozumitelně široké veřejnosti, zejména ve své knize The Fabric of Reality. | “ |

 První průkopnickou práci o kvantových algoritmech publikoval roku 1985, o sedm let později ji rozšířil spolu s Richardem Jozsou, když postulovali Deutschův–Jozsův algoritmus, jeden z prvních příkladů kvantového algoritmu, který je exponenciálně rychlejší, než jakýkoli možný deterministický klasický algoritmus.
Později se snažil zobecnit kvantovou výpočetní teorii tak, aby se netýkala jen výpočtů, ale všech fyzikálních procesů.
Spolu s Chiarou Marlettovou, publikoval v prosinci 2014 práci s názvem Constructor theory of information, kde předkládají myšlenku, že informace mohou být vyjádřeny pouze z hlediska toho, které transformace fyzikálních systémů jsou možné a které nemožné.
Získal Diracovu cenu v roce 1998. a Edge of Computation Science Prize v roce 2005.

## Populárně vědecké knihy

### The Fabric of Reality
Ve své knize z roku 1997 The Fabric of Reality, Deutsch popisuje podrobnosti jeho vlastní "teorie všeho." Zaměřuje se nikoli na fyziku částic, ale spíše na vzájemnou podporu mezi multiversy, výpočetními, epistemologickými a evolučními principy. Jeho teorie všeho je poněkud emergentistická, nikoli reduktivní.
Jeho teorie má "čtyři prameny":
1. Hugh Everett - Mnohasvětová interpretace kvantové fyziky, "první a nejdůležitější ze čtyř pramenů."
2. Karl Popper - Epistemologie, zejména jeho antiinduktivismus a realistická (neinstrumentální) interpretace vědeckých teorií, stejně jako jeho důraz na to, brát vážně odvážné dohady, které odolaly falsifikaci.
3. Alan Turing - Teorie výpočtu, zejména její vyvinutí se v Deutschův Turing princip, v němž je univerzální Turingův stroj nahrazen Deutschovým univerzálním kvantovým počítačem.
4. Richard Dawkins - Jeho upřesnění Darwinovské evoluční teorie a moderní evoluční syntézy, zejména myšlenky replikátoru a memů.

### The Beginning of Infinity
Deutschova druhá kniha, The Beginning of Infinity: Explanations that Transform the World, byla zveřejněna 31. března 2011. V této knize Deutsch pohlíží na osvícenství 18. století jako na začátek potenciálně nekonečné posloupnosti cílevědomého vytváření znalostí. Zkoumá povahu memů a jak a proč se vyvinula tvořivost u člověka.

## Názory
Deutsch je ateista. Je také zakládajícím členem rodičovské a vzdělávací metody, známé jako Taking Children Seriously.